# Ölfus
Ölfus (IJslands:Sveitarfélagið Ölfus) is een gemeente in het zuiden van IJsland in de regio Suðurland. De gemeente heeft 1799 inwoners (in 2005) en een oppervlakte van 738 km². De grootste plaats in de gemeente is het havenstadje Þorlákshöfn met 1423 inwoners (in 2005). Het dorpje Árbæjarhverfi heeft 55 inwoners (in 2005).
Vestmannaeyjabær · Árborg · Mýrdalshreppur · Skaftárhreppur · Ásahreppur · Rangárþing eystra · Rangárþing ytra · Hrunamannahreppur · Hveragerðisbær · Ölfus · Grímsnes- og Grafningshreppur · Skeiða- og Gnúpverjahreppur · Bláskógabyggð · Flóahreppur